# Фрейман, Отто Оттович
Отто Оттович фон Фрейман (1788—1858) — инженер-генерал-лейтенант, командир Киевского инженерного округа и строитель Киевской крепости (Новопечерской крепости).

## Биография
Родился в 1788 году. Родом из лифляндских дворян, Фрейман образование получил во 2-м кадетском корпусе, откуда был выпущен 10 августа 1803 года в инженерный корпус и командирован в Нарвскую инженерную команду.
С 1805—1814 года Фрейман находился на Кавказе и, как офицер генерального штаба, участвовал во всех главных делах Кавказского корпуса. В 1807 и 1809 годах он был в сражениях против турок и при блокаде крепости Поти, двумя орудиями удерживал переправу против Эрзерумского сераскира Шерифа-паши с 12-тысячным корпусом. За храбрость в этих сражениях Фрейман был награждён орденом Св. Владимира 4-й степени с бантом; в 1813 году произведён в майоры.
В 1814 году он был назначен командиром Рижской инженерной команды, в 1829 году — начальником Лифляндского инженерного округа, в 1827 году получил чин полковника. За выказанную распорядительность и смелость при спасении жителей Риги и Динамюнде во время постигшего эти города наводнения Фрейману в 1830 году были пожалованы 3000 десятин земли в Саратовской губернии. В 1835 году произведён в генерал-майоры.
С 1838 года, состоя начальником Киевского инженерного округа, Фрейман производил постройку Киевской крепости; с 1847 года состоял в чине генерал-лейтенанта.
23 апреля 1854 года Фрейман вышел в отставку. Скончался он 30 декабря 1858 года.

## Награды
Среди прочих наград Фрейман имел орден Св. Георгия 4-й степени, пожалованный ему 26 ноября 1826 года за беспорочную выслугу 25 лет в офицерских чинах (№ 3979 по кавалерскому списку Григоровича — Степанова).